# Doença de Coats
Doença de Coats é uma patologia crónica e progressiva muito rara que afecta o desenvolvimento dos vasos sanguíneos da retina, parte do olho, levando, em alguns casos, ao descolamento da retina. Correntes defendem que é uma doença hereditária, mas estudiosos acreditam que ainda serão necessárias muitas pesquisas para definir algo mais consistente. Consiste então de uma teleangectasia vascular da retina. É uma doença que ocorre 99% dos casos em homens. Pode vir acompanhada de Catarata e é caracterizada pela ausência de percepção de luz em um dos olhos (ou nos dois em casos mais raros).